# Белмопан
Белмопа̀н (на английски и на испански: Belmopan) е столицата на Белиз. Населението му е 12 300 (2004 г.). Географските му координати са 17° 15' с.ш. и 88° 46' з.д.. Надморската му височина е 76 m. Изграден е в непосредствена близост до река Белиз, на 80 km от старата столица Белиз, след като тя е тотално разрушена от урагана „Хети“ през 1961 г. Правителството се измества в Белмопан през 1970 г. Сградата на Народното събрание е конструирана така, че да наподобява предколумбов храм на маите.